# Mario Silla
Mario Silla, detto "Curone" (Tortona, 22 luglio 1891 – Tortona, 12 settembre 1977), è stato un politico, partigiano e antifascista italiano.

## Biografia
Contadino e ortolano, fece solo gli studi elementari e poi aderì al Partito Socialista Italiano e divenne prima consigliere e poi sindaco di Tortona nel 1921 e guidò la resistenza anche armata contro le squadracce fasciste provenienti da Pavia che attaccavano il comune e la camera del lavoro.
Costretto alle dimissioni dai fascisti, nel 1924 si ritirò a vita privata fino al 1942 quando aderì al Partito Comunista Italiano. L'8 settembre 1943 prelevò con alcuni antifascisti delle armi che nascose nei cascinali di campagna. Promotore e presidente del CLN di Tortona, guidò gli antifascisti tortonesi fino all'agosto 1944 quando, ricercato dai fascisti, si rifugiò in montagna.
Nell'ottobre 1944 divenne commissario politico della Brigata Arzani con il nome di battaglia "Curone". Finita la guerra divenne nuovamente sindaco di Tortona con il PCI.